# Parafia św. Marcina w Kulinie
Parafia św. Marcina w Kulinie – znajduje się w dekanacie Środa Śląska w archidiecezji wrocławskiej. Erygowana w XIII wieku.
Obsługiwana przez księży archidiecezjalnych. Jej proboszczem jest ks. Tomasz Zając.

## Obszar parafii
Parafia obejmuje swoim zasięgiem Kulin oraz wsie: Cesarzowice, Piersno, Rakoszyce.

## Parafialne księgi metrykalne
| Księgi metrykalne | Okres ewidencji |
| ----------------- | --------------- |
| chrztów           | 1728 -          |
| ślubów            | 1728 -          |
| zgonów            | 1728 -          |